# Dalbulus elimatus
Dalbulus elimatus är en insektsart som beskrevs av Ball 1900. Dalbulus elimatus ingår i släktet Dalbulus och familjen dvärgstritar. Inga underarter finns listade i Catalogue of Life.